# Get Low (canção de Zedd e Liam Payne)
"Get Low" é uma canção do DJ russo-alemão Zedd e do cantor e compositor britânico Liam Payne. A canção foi escrita por Charles Hinshaw, Zedd, Tristan Landymore e Fabienne Holloway, com a produção feita por Zedd. Foi lançado em 6 de julho de 2017, através da Interscope Records. Em setembro de 2017, "Get Low"já tinha alcançado vendas de cerca de 61.800 cópias digitais nos Estados Unidos, de acordo com a Nielsen SoundScan.

## Antecedentes
Em uma entrevista com a Beats 1, Zedd descreveu a canção como a definição de uma música de verão, com um "som influenciado por Drake".
"Nós criamos uma canção que eu diria que é provavelmente a canção mais influenciada pela música urbana que já fiz, é insanamente cativante e sinto que você vai adorar depois de um tempo porque é tão atraente. Eu acho que é um bom equilíbrio entre aonde ele está indo com seu projeto solo e aonde eu vou com minha própria música, está bem no meio".
Ele descreveu a colaboração semelhante ao que ele fez com Alessia Cara para o seu single anterior "Stay". "Sem Liam, talvez nunca tenha terminado esta música. Ele realmente a puxou para uma direção que eu não iria, e eu adorei onde isso foi parar". Em 3 de julho de 2017, ambos os artistas confirmaram a data de lançamento do single nas redes sociais.

## Composição
"Get Low" é uma música de ritmo acelerado, que mistura dance tropical e club-pop, com percussão leve e uma linha de sintetizador típica do tropical house. Em meio a letras carregadas de insinuações sexuais, Liam canta para uma potencial amante, sobre sintetizadores "vibrantes" no refrão.
Zedd começou a trabalhar na música antes de conhecer Liam. Quando entrou em contato com ele e os dois começaram a colaborar na faixa, Zedd sentiu que Liam "trouxe muita alma para a música e a influenciou de forma significativa."

## Faixas e formatos
| Download digital |           |         |  |
| N.º              | Título    | Duração |  |
| 1.               | "Get Low" | 3:24    |  |

| Download digital – Kuuro remix |                         |         |  |
| N.º                            | Título                  | Duração |  |
| 1.                             | "Get Low" (Kuuro remix) | 3:38    |  |

| CD single |                                   |         |  |
| N.º       | Título                            | Duração |  |
| 1.        | "Get Low" (com Zedd e Liam Payne) | 3:24    |  |
| 2.        | "Stay" (com Zedd e Alessia Cara)  | 3:30    |  |

## Desempenho nas tabelas musicais
| Tabelas musicais (2017)                           | Melhor posição |
| ------------------------------------------------- | -------------- |
| O campo songid é OBRIGATÓRIO PARA PARADA ALEMÃ    | 75             |
| Austrália (ARIA)                                  | 39             |
| Áustria (Ö3 Austria Top 75)                       | 54             |
| Bélgica (Ultratip Bubbling Under da Valônia)      | 25             |
| Bélgica (Ultratip Bubbling Under de Flandres)     | 22             |
| Canadá (Canadian Hot 100)                         | 50             |
| Escócia (Scottish Singles Chart)                  | 21             |
| Eslováquia (Singles Digitál Top 100)              | 32             |
| Estados Unidos (Billboard Dance/Electronic Songs) | 11             |
| Estados Unidos (Billboard Hot 100)                | 91             |
| Estados Unidos (Billboard Dance Club Songs)       | 29             |
| Estados Unidos (Billboard Mainstream Top 40)      | 23             |
| Filipinas (Philippine Hot 100)                    | 74             |
| França (SNEP)                                     | 180            |
| Hungria (Stream Top 40)                           | 37             |
| Irlanda (IRMA)                                    | 37             |
| Nova Zelândia (RMNZ)                              | 2              |
| Países Baixos (Single Top 100)                    | 81             |
| Polónia (Polish Airplay Top 100)                  | 42             |
| Portugal (AFP)                                    | 42             |
| Reino Unido (UK Singles Chart)                    | 26             |
| República Checa (Rádio Top 100)                   | 44             |
| Suécia (Sverigetopplistan)                        | 43             |
| Suíça (Schweizer Hitparade)                       | 54             |

## Certificações
| País                  | Certificação | Vendas  |
| --------------------- | ------------ | ------- |
| Canadá (Music Canadá) | Ouro         | 40.000  |
| Reino Unido (BPI)     | Prata        | 200.000 |

## Histórico de lançamento
| Região         | Data                   | Formato                | Gravadora  | Ref.   |
| -------------- | ---------------------- | ---------------------- | ---------- | ------ |
| Vários         | 6 de julho de 2017     | Download digital       | Interscope | [ 9 ]  |
| Itália         | 7 de julho de 2017     | Contemporary hit radio | Universal  | [ 37 ] |
| Estados Unidos | 11 de julho de 2017    | Contemporary hit radio | Interscope | [ 38 ] |
| Reino Unido    | 28 de julho de 2017    | Contemporary hit radio | Polydor    | [ 39 ] |
| Vários         | 22 de setembro de 2017 | Download digital       | Interscope | [ 11 ] |
| Alemanha       | 31 de outubro de 2017  | CD single              | Polydor    | [ 11 ] |